# Праздник цветов
Праздник цветов (азерб. Gül bayramı) — неофициальный ежегодный праздник, проводимый с 2000 года в столице Азербайджана, в городе Баку, в память о бывшем президенте страны, Гейдаре Алиеве. Праздник начинается 10 мая, в день рождения Гейдара Алиева и длится несколько дней. Традиционно в дни праздника в парке имени Гейдара Алиева перед Центральным банком Республики выставляются красочные композиции из завезённых в страну редких цветов.
Первоначально праздник проводился, 11 мая, после дня рождения президента Азербайджана. Начиная с 2004 года праздник проводится точно в день рождения Гейдара Алиева. Также следует отметить, что первоначально праздник проводился на приморском бульваре, основном месте отдыха бакинцев и гостей города.
В 2010 году празднование «Дня цветов» после годовщины трагедии в нефтяной академии, случившейся 30 апреля 2009 года, вызвало резкие протесты в студенческой среде.
В 2012 году, по сообщению мэра Баку Гаджибалы Абуталыбова, в столицу завезли 116 тонн разных цветов из Голландии, Италии, Франции и Германии. Количество цветов на этом празднике преодолело отметку в миллионы. На празднике также представлен реалистично созданный из цветов портрет Гейдара Алиева. По словам Абуталыбова, над созданием цветочных композиций совместно работали западные дизайнеры и отечественные мастера.

## Галерея
- Композиции из цветов в парке имени Гейдара Алиева в Баку. Май 2012 года
- Джиртдан
- Лебедь